# William Paulding Jr.
William Paulding (Tarrytown, 7 marzo 1770 – Tarrytown, 11 febbraio 1854) è stato un politico statunitense, 56° e 58° sindaco di New York.